# Скала
Вижте пояснителната страница за други значения на скала.
Камък пренасочва насам.  За други значения вижте Камък (пояснение).
Скала̀та представлява твърдо вещество, което е агрегат от минерали със сравнително постоянен състав, съществуващи в природата. Скалите изграждат земната кора и са основна характеристика при развитието на земния релеф. В зависимост от състава си и начина на формиране те се различават по вид, цвят и форма.
Магмените и метаморфните скали съставляват около 90% от земната кора, обаче в съвременната повърхност на континентите тяхното разпределение е относително малко. Останалите 10% представляват седиментни скали, които заемат 75% от земната повърхност. Разделянето на скалите на магмени, метаморфни и седиментни скали невинаги е очевидно. В седиментни скали, дори при много ниски (в геоложки смисъл) температури започват минерални трансформации, но скалите се считат метаморфни при появата на новосформиран гранит. При умерени налягания началото на метаморфизма започва при температура 300 °C.
Най-висока степен на метаморфизъм, се размива границата между метаморфни и вулканични (магмени) скали. Започва топенето на скалата и смесването на новосформираните с външни скали. Често се наблюдават постепенни процеси на преминаване от метаморфни в други. Тези процеси са наречени ултраметаморфизъм.

## Класификация
Скалите се класифицират по минерален и химичен състав, структурата на съставните им части и процесите, които са ги формирали. Според тези показатели скалите се разделят на магмени, седиментни и метаморфни, а според размера на съставните им части, и на други подвидове. Превръщането на един вид скала в друг се обяснява чрез геоложкия кръговрат. Според минералния състав скалите биват мономинерални и полиминерални скали. В случаите, когато органичен материал остави отпечатък върху скала, полученият резултат се нарича фосил или вкаменелост.

### Магмени скали
Магмените скали са един от трите основни типа скали. Те се образуват, когато разтопена магма се охлади, застине и кристализира. Делят се на два вида – интрузивни (плутонични) и ефузивни (вулканични).
Интрузивните скали се образуват когато магмата се охлади и кристализира бавно в земната кора (пример: гранит). Ефузивните се образуват, когато магмата достигне земната повърхност във вид на лава (пример: базалт).). Основните разлики между интрузивните и ефузивните магмени скали за свързани с тяхната структура и външен вид.
Интрузивните скали имат пълна кристалинна структура, с ясно изразена последователност на кристализацията на минералите, дължащи се на бавното изстиване на магмата в дълбоките земни пластове. Ефузивните скали имат неравномерна, непълна кристалинна и стъкловидна структура, дължаща се на бързото изстиване на повърхността. Химичният състав и на двете групи скали е почти идентичен, тъй като са образувани от еднакъв изходен материал. Характерни минерали изграждащи магмените скали са ортоклаз, кварц, фелдшпат, плагиоклаз, биотит, амфибол, пироксен, оливин.
- Гранит
- Риолит
- Пемза
- Обсидиан

### Седиментни скали
Седиментните скали са един от трите основни вида скали. Те се образуват от отлагането или утаяването във водна или сухоземна обстановка на конгломератни седименти, органична материя или химични утайки и тяхното постепенно втвърдяване и циментация. В зависимост от произхода на градивните скалообразуващи частици, седиментните скали се делят на кластични, органогенни и хемогенни. Този тип скали се формират върху или около земната повърхност. Делят се на карбонатни скали – варовик, доломит и др., пясъчници и глинести скали – глинести шисти и др.
Кластичните седиментни скали са образувани от скални частици, получени при разпадането на други скали. Тези частици са с различни размери – от скални късове, през чакъл и пясък, до прахообразна материя. Те се срещат както свободни, неспоени, така и в споено състояние.
Органогенните скали са образувани от утаяване на организмови останки. Хемогенните скали са образувани чрез процес на неорганично химично утаяване във водни басейни.
- Доломит
- Кремък
- Варовик
- Пясъчник

### Метаморфни скали
Метаморфните скали се образуват, когато магмени, седименти или други метаморфни скали биват изложени на въздействието на висока температура и налягане под повърхността на Земята. Тези температури и налягания винаги са по-високи от тези на повърхността на Земята и променят минералите, от които е изградена първичната скала в други минерали (чрез рекристализация). Такива са например гнайсът (при метаморфозата на гранита), мраморът (при тази на варовика) и др. Според строежа си се разделят се на: ивичест (гнайси), слоест (слюдени шисти, филити) и масивен строеж (мрамори, кварцити).
- Амфиболит
- Мрамор
- Гнайс
- Авантюрин, вид кварцит

### Обобщение на класификацията на скалите, организирана в таблица
| Магмени скали | Седиментни скали | Метаморфни скали                                                                                                  |
| --- | --- | --- |
| Интрузивни скали - Абисални интрузивни скали - Пегматито-пневматолични скали - Субвулканични скали Ефузивни скали - Лавови скали - Пирокластични скали | Физически утаени скали - Гипс - Пясъчник Химически утаени скали - Хлориди - Сулфати Органогенни скали - Варовик - Доломит Каустобиолити - Нефт - Природен газ - Каменни въглища | Контактни метаморфни скали Регионално метаморфни скали - Гнайс - Гранулит - Мрамор Дислокационни метаморфни скали |

## Употреба
Използването на скалите (камъните) е имало огромно влияние върху културното и технологичното развитие на човешката раса. Скали са били използвани от хората и други хуманоиди в продължение на повече от 2 милиона години.
Минното дело за добив на метална руда е един от най-важните фактори на човешкия напредък, който се извършва с различни темпове на различни места, отчасти в зависимост от вида на металите и скалите в региона.
Праисторията и историята на човешката цивилизация се разделят на 3 етапа – каменната ера, бронзовата епоха и желязната епоха. Въпреки че от каменната ера е приключила почти навсякъде, скали продължават да бъдат използвани за строителство на сгради и инфраструктура. Когато се използват в това отношение, скалите се наричат камък.
Скалите могат да бъдат полезни поради своите физико-химични свойства (здравина, водоустойчивост, и др.), заради енергийния си потенциал или химичните елементи в тях. След този критерий, скалите могат да бъдат разделени на:
- Индустриални, т.е. с промишлено значение – скали, които са известни с физико-химичните си свойства, независимо от веществата и енергията, които могат да бъдат извлечени. Те се използват главно в строителството на жилища, обществени сгради и в благоустройството. Така например чакъл, пясък, вар, гипс, гранит и базалт всички те са строителни материали. Някои скали, например кварцовите, се използват за производство на стъкло и глина, както и на керамични продукти като тухли и плочки.
- Енергийни скали – те са полезни за енергията, която съдържат, която може да бъдат лесно отстранена чрез изгаряне. Това са въглища и петрол.
- Минерали – минералите, съдържащи се в скалите често са по-интересни от самите скали, тъй като те включват основните химични елементи за човечеството (желязо, мед, олово, калай, алуминий и др.) Няколко науки като геология и минералогия се занимават с това.

## Скални образувания
Скалните образувания могат да бъдат:
- Скални пирамиди – скални образувания, които се образуват по стръмни склонове, изградени от по-лесно рушащи се скали като пясъчници, туфи и др. Някои от известните скални пирамиди в България са:

- Стобските пирамиди, намиращи се над село Стоб, в западния дял на Рила планина.
- Мелнишките пирамиди, разположени в подножието на югозападната част на планината Пирин в околностите на Мелник.
- Кърджалийските пирамиди, разположени на ридовете Каяджик и Чуката в Източните Родопи, източно от град Кърджали.
- Скален мост – образуван е вследствие на ерозионната дейност на пълноводна в миналото река. В България такива скални образувания са:

- Божи мост, разположен в Чиренско-Лиляшкия карстов район на около 15 km северно от Враца.
- Чудните мостове, разположени в карстовата долина на река Еркюприя в Западните Родопи на 1450 m надморска височина, в подножието на връх Голям Персенк
- Скална арка (на английски: Natural arch) – естествена скална формация с формата на арка, и отвор отдолу.
- Скални гъби – големи скални образувания, наподобяващи гъба, формирани от процесите на ерозията и изветрянето, от ледниково действие или от внезапно природно смущение.[5]
- Каменни гъби – малки каменни образувания с форма на гъби, получени вследствие на ерозия. В България такива образувания са Каменните гъби разположени на около 1 km северно от село Бели пласт.
- Еолични стълбове – причудливи каменни колони, образувани от изветрянето на седиментните скали.[6]
- Морена – нехомогенно натрупване на скални останки в резултат на ледникова дейност.
- Скални мехури – скални образования, най-често в кухините на магмени и седиментни скали.
- Монолит – геоложка формация, състояща се от едно-единствено масивно парче скала.
- Каменни реки – струпвания на скална маса, съставена от големи по размер и заоблени по форма камъни. Такива са Златните мостове в планината Витоша, България.